# Осек-Пясечни
Осек-Пясечни (пол. Osiek Piaseczny) — село в Польщі, у гміні Завідз Серпецького повіту Мазовецького воєводства.
Населення — 65 осіб (2011).
У 1975-1998 роках село належало до Плоцького воєводства.

## Демографія
Демографічна структура станом на 31 березня 2011 року:
|          | Загалом | Допрацездатний вік | Працездатний вік | Постпрацездатний вік |
| -------- | ------- | ------------------ | ---------------- | -------------------- |
| Чоловіки | 36      | 9                  | 25               | 2                    |
| Жінки    | 29      | 7                  | 13               | 9                    |
| Разом    | 65      | 16                 | 38               | 11                   |